# Geschäftsregel-Managementsystem
Ein Geschäftsregel-Managementsystem (GRMS) oder englisch Business-Rule-Management-System (BRMS) ermöglicht die Entwicklung und den Einsatz eines auf Geschäftsregeln (business rule) basierenden Computerprogrammes, Services bzw. einer fachlichen Anwendung bzw. eines Geschäftsprozesses.

## Zielsetzung
Mit einem BRMS bringen Fachanwender ihre Kompetenz und Verantwortung in ihrem Unternehmen mit einer erhöhten Reaktionsfähigkeit ins Spiel, indem sie mittels Business Rules ihre fachliche Logik für die Abwicklung einer Aufgabe im Unternehmen schneller und genauer definieren können und dabei in größerer Unabhängigkeit von der Informatikabteilung (IT) ihres Unternehmens agieren können. Die verwendete Syntax kann dabei zumeist mehrsprachig umgangssprachlich, technisch oder gesetzeskonform definiert werden.
IT-Manager werden mit einem BRMS mit ausgereiften Entwicklungstools für automatisierte Anwendungen und Schaffung einheitlicher IT-organisatorischer Abläufe ausgerüstet. Im Zusammenspiel mit Prozessmanagementsystemen (Geschäftsprozessmanagement) werden Prozesse einfacher gestaltet, verwaltet und geändert. In einer Serviceorientierten Architektur (SOA) können Business-Rules als Service bereitgestellt werden oder selbst Services aufrufen. Steuerungsinformationen und Organisationswissen kann innerhalb eines BRMS nutzbar gemacht werden.
Fachnutzer und Entwickler sollten Analysen von was-wäre-wenn-Szenarien sowie einfache Vergleiche von Rechenläufen mit variierenden Geschäftsregeln oder Datensätzen vornehmen können.
Die Zentralisierung der Logik in einem Business Rule Repository vereinfacht die unternehmensweite Verwaltung von fachlichen Anwendungen und macht geschäftliche Vorgänge transparent und einfacher auditierbar. Die direkte, zentralisierte Verwaltung von Regeln macht Analysen von Geschäftsvorfällen einfacher verständlich.
Ein BRMS sollte auf IT-Standards wie Java oder .Net-Framework basieren, offene Datenschnittstellen wie XML anbieten, sich leicht in IT-Architekturmodelle wie die serviceorientierte Architektur (SOA) einbauen lassen und dabei auch bestehende Schnittstellen von Altsystemen verwenden können.
Die Object Management Group (OMG) und das World Wide Web Consortium (W3C) bemühen sich, Standards für die Formulierung und den Austausch von (Geschäfts-)Regeln zu schaffen. Der erste Standard in diesem Bereich ist die OMG-Spezifikation Semantics of Business Vocabulary and Business Rules (SBVR). Das W3C arbeitete an einem für 2007 geplanten Rule Interchange Format (RIF), während das EU-Forschungsprojekt REWERSE I1 Rule Modeling and Markup ein Regelaustauschformat R2ML entwickelt hat und es zusammen mit Demo-Übersetzungsprogrammen auf seiner Website anbot.

## Warum Business-Rule-Management?
Die Dynamik der Märkte erfordert immer kürzere Zyklen bei der Beschaffung, Produktion, Vermarktung und Abrechnung von Produkten und Dienstleistungen. Nach wie vor bestehen aber hohe Anforderungen an die Servicequalität und die Nachvollziehbarkeit von Entscheidungen. Dies erfordert schnelle Änderungen im Computerprogramm, dem Service, der fachlichen Anwendung oder dem Geschäftsprozess.
In allen diesen Programmen, Anwendungen, Services oder Geschäftsprozessen stecken Business-Rules – im Unternehmenshandbuch, in Gesetzestexten, Durchführungsbestimmungen, Feinspezifikationen der Fachseiten an die IT, Arbeitsanweisungen, Steuertabellen, Tarifen, Vertriebsrichtlinien und natürlich auch in den Köpfen der Mitarbeiter.
Es sind Regeln für Beschaffung, Vermarktung, Vertrieb, Marketing, Antragsprozesse, Kreditentscheidungen, Datenvalidierung, Bilanzanalyse, Abrechnung, Arbeitszeiten, Rechnungsprüfung und Kundenbeziehungen.
Extern verwaltete Geschäftsregeln sind geeignet, um Entscheidungen innerhalb eines Prozesses zu automatisieren.
Die Automatisierung von Geschäftsprozessen erfolgt auf zweierlei Art:
- Wenn es um einfache Entscheidungen geht, die häufigen Änderungen unterliegen und auf ein hohes Transaktionsaufkommen angewendet werden müssen.
- Bei komplexen Entscheidungszusammenhängen, die zwar seltener, dann aber von der Fachseite geändert werden sollen.

Die Regeln dafür werden durch Fachnutzer in einem Repository verwaltet, gepflegt und revisionssicher gespeichert.
Zentral verwaltete Geschäftsregeln sind hilfreich, wenn es einem Unternehmen um Flexibilität geht.
Ein wesentliches Paradigma beim Business Rule Management ist die Externalisierung und zentrale Verwaltung von Geschäftsregeln aus Anwendungen und Geschäftsprozessen. Dadurch kann man Regeln flexibel ändern, simulieren, prüfen und zur Laufzeit bereitstellen.
Ein BRMS stellt dazu eine Simulationsumgebung bereit, um datenbezogene oder/und logikbezogene Szenarien durchzuspielen.
Regeln sind dabei im Rahmen eines Qualitätssicherungsprozesses änderbar, da man sie zentral (in einem Business-Rule-Repository) verwalten kann; sie sollten dabei jedoch bis hin zur Revisionssicherheit auditierbar sein. Diese Vorgehensweise ermöglicht Konsistenz bei sich stetig verändernden Anforderungen während des Betriebs.
Business Rule Management ist geeignet, den Einfluss der Fachnutzer auf die geschäftliche Anwendung, den Service oder den Geschäftsprozess zu gewährleisten bzw. zu erhöhen.
Durch den Einsatz eines solchen Systems kann der Nutzer aus dem Fachbereich in (s)einer vertrauten Fachsprache flexibel und – auf Wunsch auch tagesaktuell – seine geschäftlichen Regeln erstellen, ändern, verwalten, logisch prüfen und qualitätssichern und zur Ausführung bringen, ohne dass zusätzliche IT-Aufwände (Programmierung) für Softwareanpassungen erforderlich sind. Die IT-Abteilung muss ein solches Verfahren allerdings ebenso in den Betrieb überführen wie jedes andere Software-Projekt auch. Jedoch kann der Fachbereich dafür im laufenden Betrieb Geschäftsvorfälle ändern.